# Bernhard Rang (Bibliothekar)
Bernhard Rang (* 6. August 1890 in Greifswald; † 11. April 1976 in Eutin) war ein deutscher Bibliothekar.

## Wirken
Bernhard Rang, Sohn des Theologen und Schriftstellers Florens Christian Rang, studierte Germanistik, Philosophie und Volkswirtschaftslehre an den Universitäten Berlin und Gießen und wurde 1925 an der Universität Gießen promoviert. Nach dem Kriegsdienst im Ersten Weltkrieg und  Tätigkeit im Buchhandel war er zunächst als Bibliothekar an der Landesbibliothek Gera tätig (1928/29), danach an der Stadtbibliothek Köln (1929 bis 1939). Von 1939 bis 1945 bzw. 1949 war er Direktor der Stadtbibliothek Bielefeld und von 1953 bis 1963 Direktor der Stadtbibliothek Bonn. Er unterrichtete außerdem an der Westdeutschen Büchereischule in Köln und an der Bibliotheksschule des Borromäus-Vereins in Bonn.
Bekannt wurde Rang insbesondere durch seinen im Herder-Verlag erschienenen Romanführer.

## Schriften
- Die Kunst der Überschrift in der Lyrik. Ein historisch-systematischer Versuch über die Gedichtbenennung, ihre Entstehung und Formen seit dem 17. Jahrhundert bis zur Romantik. Dissertation Universität Gießen 1925.
- Vom Ursprung der Sprache. In: Der Kunstwart, Bd. 41 (1927/28), S. 118–121.
- Hölderlins Ode Chiron. In: Der Kunstwart, Bd. 41 (1927/28), S. 219–224.
- Der katholische Protestant. Zeugnisse eines ökumenischen Christen. In: Der Kunstwart, Bd. 41 (1927/28), H. 1, S. 301–307.
- Politik und Beruf. In: Der Kunstwart, Bd. 42 (1929), H. 1., S. 50–54.
- Charles Ferdinand Ramuz. In: Der Kunstwart, Bd. 42 (1929), H. 1, S. 86–91.
- Zur offenen und christlichen Form. Ein Versuch. In: Der Kunstwart, Bd. 42 (1929), H. 1, S. 138–146.
- Buch und Volk in unserer Zeit. In: Der Kunstwart, Bd. 42 (1929), H. 2, S. 83–87.
- Martin Andersen Nexö. Zu seinem 60. Geburtstag. In: Der Kunstwart, Bd. 42 (1929), H. 2, S. 164–169.
- Volk und Volksbildung. In: Der Kunstwart, Bd. 43 (1929/30), H. 1, S. 149–155.
- (Hrsg.): Florens Christian Rang / Goethes „Selige Sehnsucht“. Ein Gespräch um die Möglichkeit einer christlichen Deutung. Herder, Freiburg 1949.
- Der Roman. Kleines Leserhandbuch. 2. Aufl. Herder, Freiburg 1954.
- (Hrsg.): Florens Christian Rang / Shakespeare der Christ. Eine Deutung der Sonette. Schneider, Heidelberg 1954.
- Das Bild des Menschen in der modernen Dichtung. In: Mitteilungsblatt für die katholischen Pfarrbüchereien des Borromäus-Vereins, Bd. 34 (1954), S. 565–599.
- Hugo von Hofmannsthal. Ein Bücherverzeichnis ; mit einem bisher unveröffentlichten Brief des Dichters (= Dichter und Denker in unserer Zeit, Folge 25). Stadtbücherei Bonn 1959.
- Paul Valéry. 30. Oktober 1871 – 20. Juli 1945. Ein Bücherverzeichnis (= Dichter und Denker in unserer Zeit, Folge 30). Stadtbücherei Bonn 1961.